# A Billboard 200 listavezetői 2021-ben
Az alábbi lista az Egyesült Államokban 2021-ben első helyezett albumokat sorolja fel. A legjobban teljesítő albumokat és középlemezeket a Billboard 200 listán gyűjtik össze és a Billboard magazin adja ki. Az adatokat a Nielsen SoundScan gyűjti össze, albummal egyenértékű egységet használva, amely figyelembe veszi az eladott albumokat, az eladott dalokat és streaminget. Egy eladott album, tíz eladott dal az albumról, illetve 1250 streaming szolgáltatáson lejátszott dal számít egy egységnek.

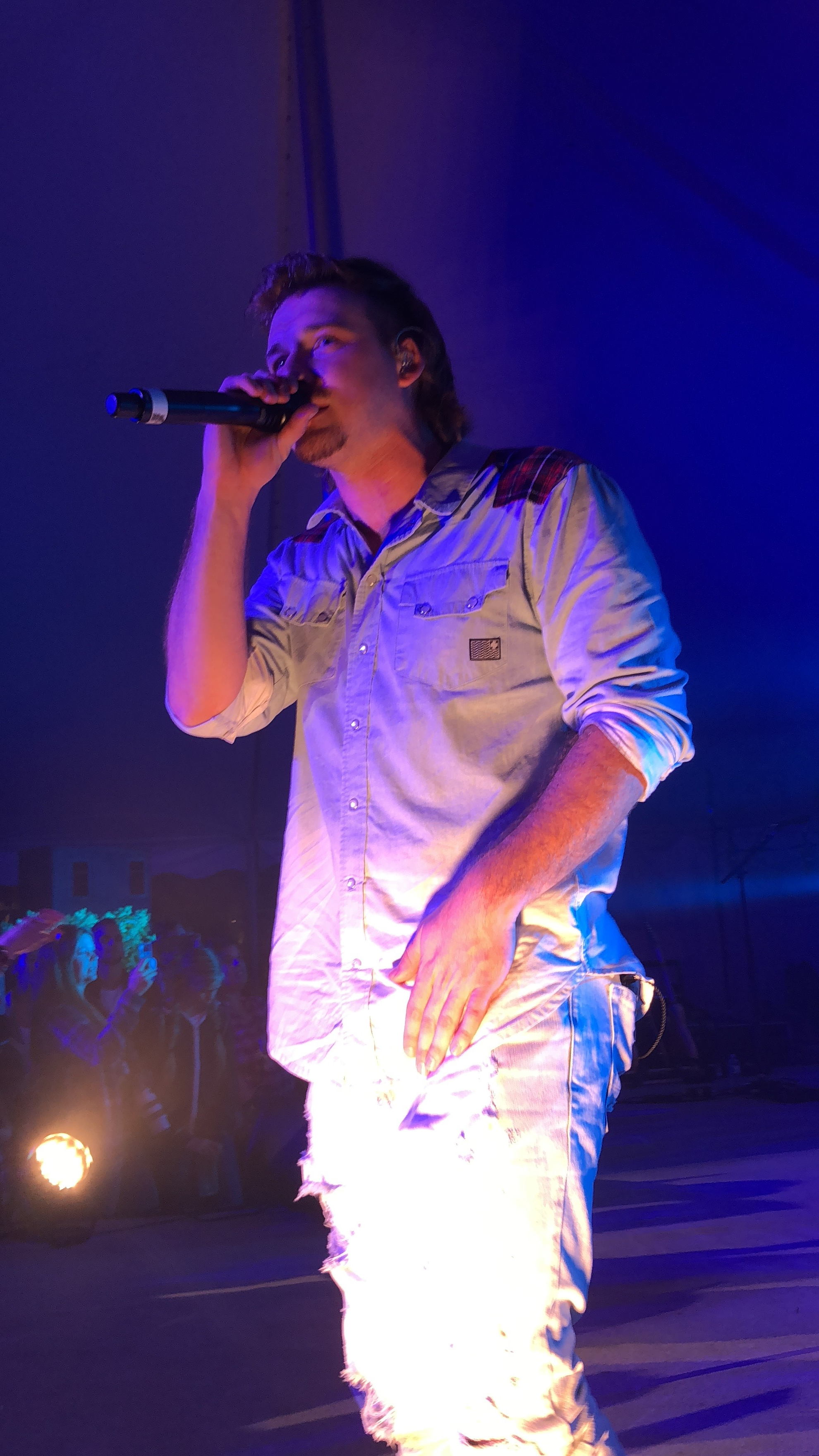
A Dangerous: The Double Album, Morgan Wallen második stúdióalbuma lett az első album 1987 óta, amely az első tíz hetét listavezetőként töltötte.

Morgan Wallen Dangerous: The Double Album (2021) című albuma töltötte a legtöbb időt a lista elején, tíz hétig volt sorozatban első. Garth Brooks 1992-es The Chase albuma óta az első country-lemez, amely legalább hat hétig a lista élén volt, illetve Whitney Houston 1987-es Whitney lemeze óta az első, amely első tíz hetét listavezetőként töltötte. Taylor Swiftnek három albuma is első volt az évben, a 2020-as Evermore, a Fearless (Taylor’s Version), amely Fearless című albumának újra felvett verziója és a Red (Taylor’s Version). A Billboard 200 történetében az első újra felvett album, amely elérte a lista élét.

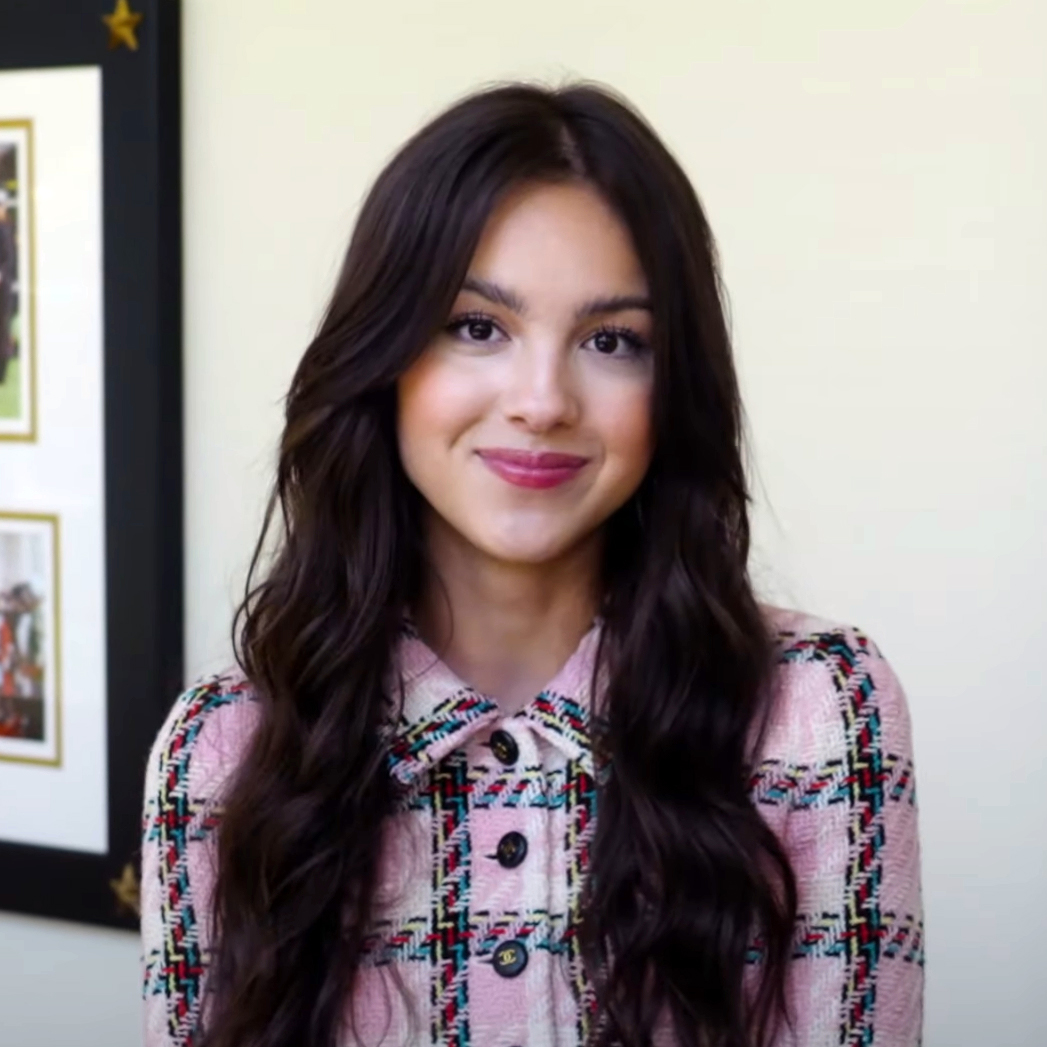
Olivia Rodrigo debütáló albuma, a Sour az év második legsikeresebb lemeze lett, öt hetet töltött a Billboard 200 élén. A legsikeresebb album volt egy női előadó által.

Olivia Rodrigo debütáló albuma, a Sour volt a második legsikeresebb album az évben és a legsikeresebb egy női előadótól, öt hétig volt a lista első helyén, nem sorozatban. Kanye West amerikai rapper tizedik stúdióalbuma, a Donda kiadásakor a legsikeresebb nyitó hetet hozta, 309 ezer eladott egységgel, amelyet egy héttel később Drake kanadai rapper megelőzött, Certified Lover Boy című albumából 613 ezer albummal egyenértékű egység kelt el.

## Lista

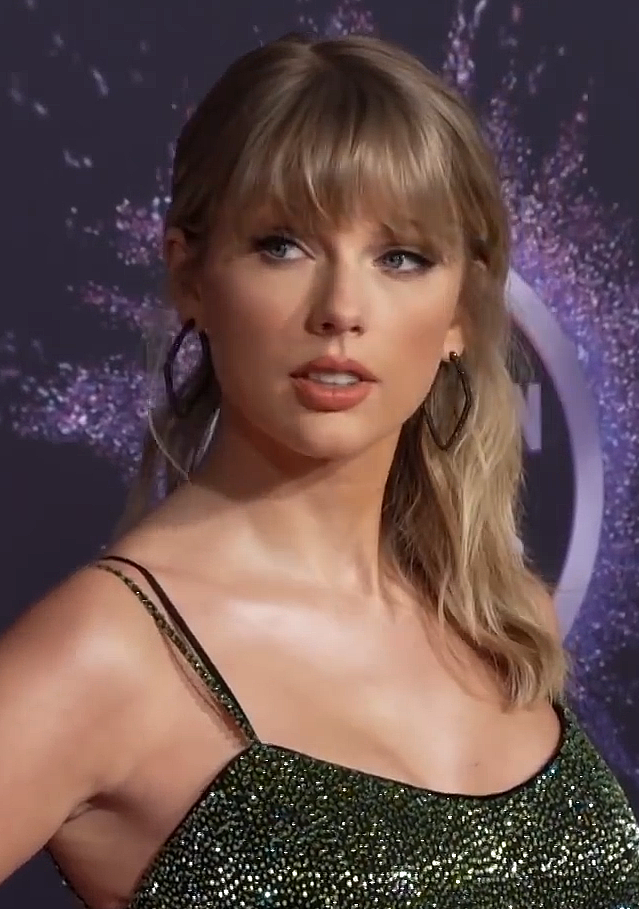
Taylor Swift albumai az Evermore, a Fearless (Taylor’s Version) és a Red (Taylor’s Version) hat hétig voltak a slágerlista élén.

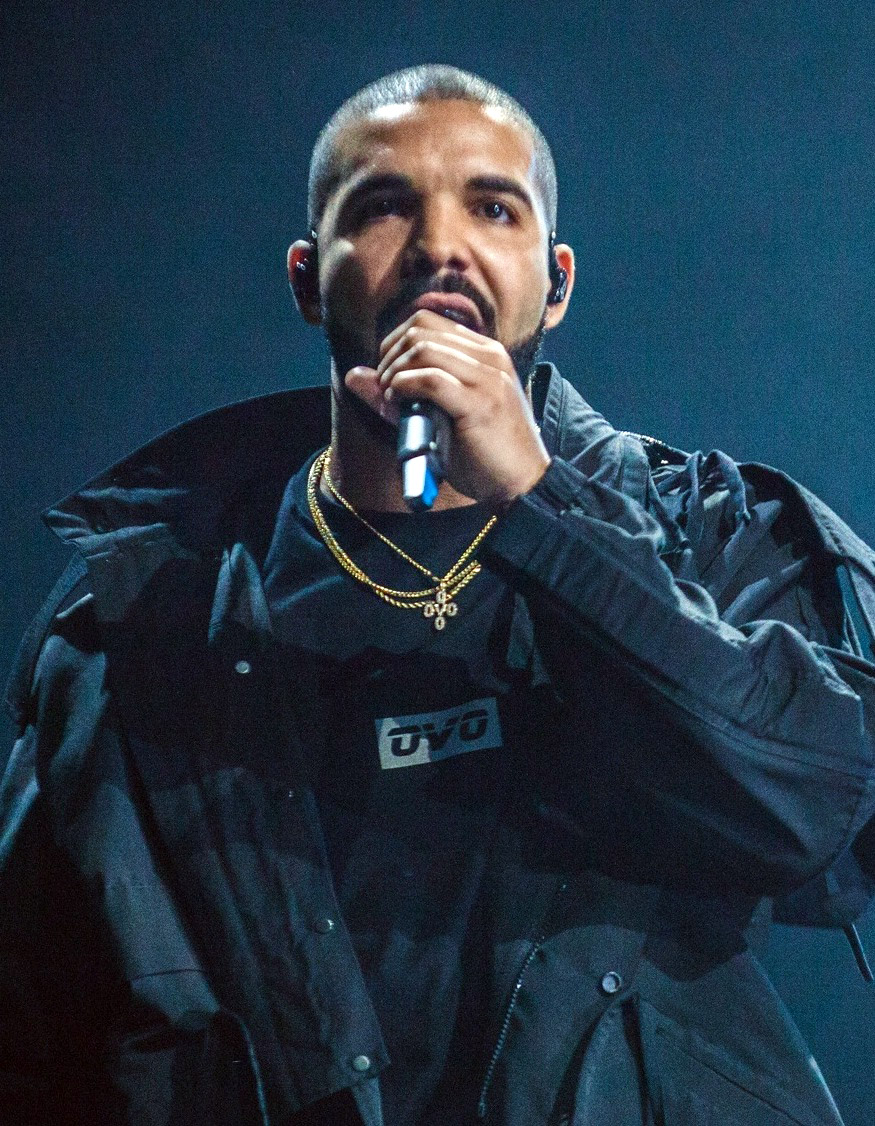
Drake hatodik stúdióalbuma, a Certified Lover Boy rendelkezik a legtöbb eladással első hetében, 613 ezer albummal egyenértékű példányt eladva.

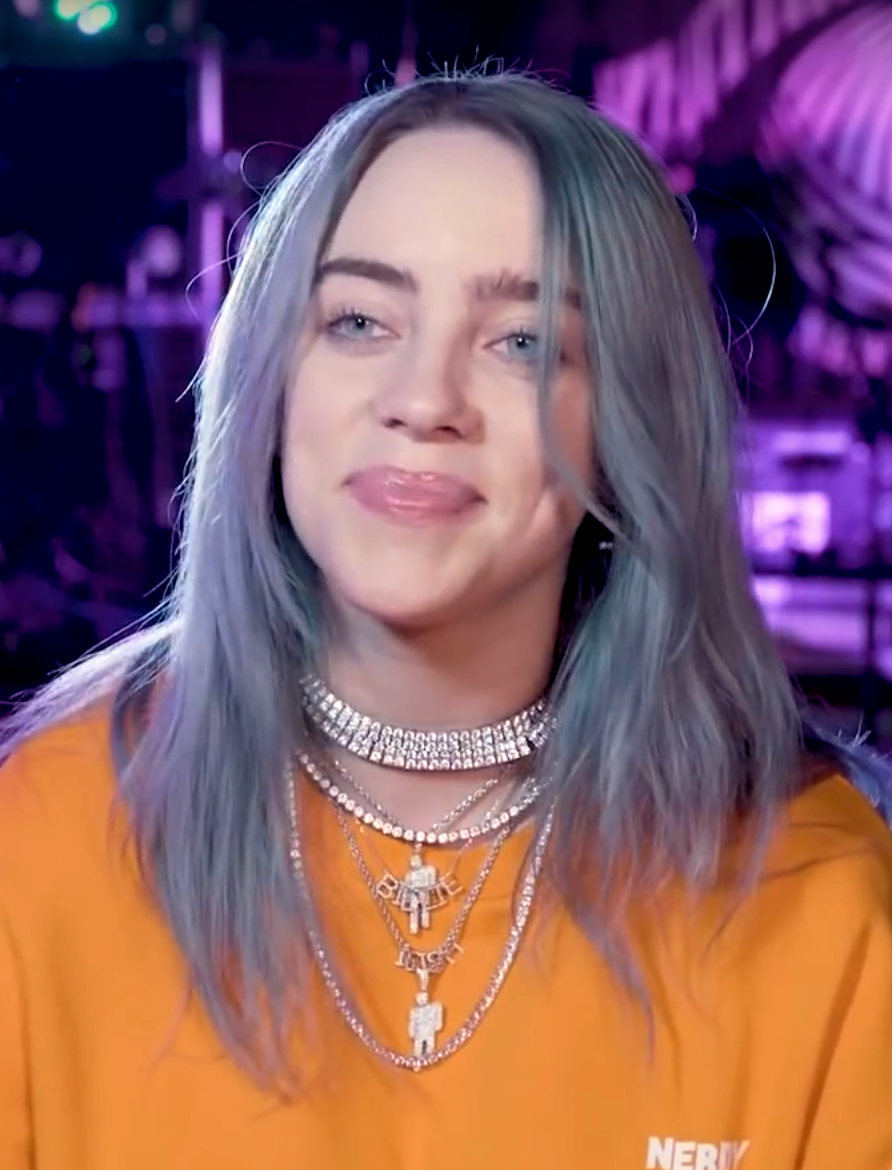
A Happier Than Ever, Billie Eilish második stúdióalbuma három hétig volt a lista élén.

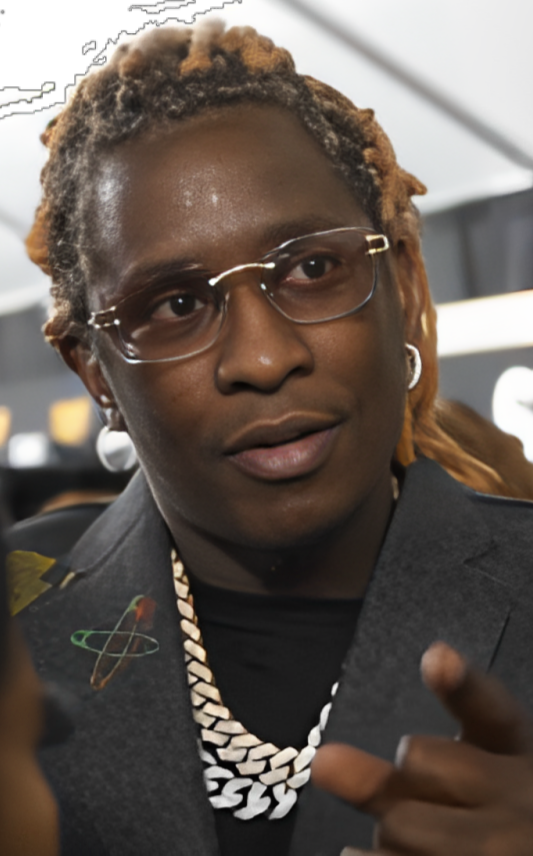
Young Thugnak két albuma is elérte a lista élét, a Slime Language 2 és a Punk.

|  | 2021 legjobban teljesítő albuma |

| Dátum          | Album                       | Előadó(k)                  | For.            |
| -------------- | --------------------------- | -------------------------- | --------------- |
| január 2.      | Evermore                    | Taylor Swift               | [ 7 ] [ 8 ]     |
| január 9.      | Whole Lotta Red             | Playboi Carti              | [ 9 ] [ 10 ]    |
| január 16.     | Evermore                    | Taylor Swift               | [ 11 ] [ 12 ]   |
| január 23.     | Dangerous: The Double Album | Morgan Wallen              | [ 13 ] [ 14 ]   |
| január 30.     | Dangerous: The Double Album | Morgan Wallen              | [ 15 ] [ 16 ]   |
| február 6.     | Dangerous: The Double Album | Morgan Wallen              | [ 17 ] [ 18 ]   |
| február 13.    | Dangerous: The Double Album | Morgan Wallen              | [ 19 ] [ 20 ]   |
| február 20.    | Dangerous: The Double Album | Morgan Wallen              | [ 21 ] [ 22 ]   |
| február 27.    | Dangerous: The Double Album | Morgan Wallen              | [ 23 ] [ 24 ]   |
| március 6.     | Dangerous: The Double Album | Morgan Wallen              | [ 25 ] [ 26 ]   |
| március 13.    | Dangerous: The Double Album | Morgan Wallen              | [ 27 ] [ 28 ]   |
| március 20.    | Dangerous: The Double Album | Morgan Wallen              | [ 29 ] [ 30 ]   |
| március 27.    | Dangerous: The Double Album | Morgan Wallen              | [ 31 ] [ 32 ]   |
| április 3.     | Justice                     | Justin Bieber              | [ 33 ] [ 34 ]   |
| április 10.    | SoulFly                     | Rod Wave                   | [ 35 ] [ 36 ]   |
| április 17.    | Justice                     | Justin Bieber              | [ 37 ] [ 38 ]   |
| április 24.    | Fearless (Taylor’s Version) | Taylor Swift               | [ 39 ] [ 40 ]   |
| május 1.       | Slime Language 2            | Young Thug és más előadók  | [ 41 ] [ 42 ]   |
| május 8.       | A Gangsta’s Pain            | Moneybagg Yo               | [ 43 ] [ 44 ]   |
| május 15.      | Khaled Khaled               | DJ Khaled                  | [ 45 ] [ 46 ]   |
| május 22.      | A Gangsta’s Pain            | Moneybagg Yo               | [ 47 ] [ 48 ]   |
| május 29.      | The Off-Season              | J. Cole                    | [ 49 ] [ 50 ]   |
| június 5.      | Sour                        | Olivia Rodrigo             | [ 51 ] [ 52 ]   |
| június 12.     | Evermore                    | Taylor Swift               | [ 53 ] [ 54 ]   |
| június 19.     | The Voice of the Heroes     | Lil Baby és Lil Durk       | [ 55 ] [ 56 ]   |
| június 26.     | Hall of Fame                | Polo G                     | [ 57 ] [ 58 ]   |
| július 3.      | Sour                        | Olivia Rodrigo             | [ 59 ] [ 60 ]   |
| július 10.     | Call Me If You Get Lost     | Tyler, the Creator         | [ 61 ] [ 62 ]   |
| július 17.     | Sour                        | Olivia Rodrigo             | [ 63 ] [ 64 ]   |
| július 24.     | Sour                        | Olivia Rodrigo             | [ 65 ] [ 66 ]   |
| július 31.     | Faith                       | Pop Smoke                  | [ 67 ] [ 68 ]   |
| augusztus 7.   | F*ck Love                   | The Kid Laroi              | [ 69 ] [ 70 ]   |
| augusztus 14.  | Happier Than Ever           | Billie Eilish              | [ 71 ] [ 72 ]   |
| augusztus 21.  | Happier Than Ever           | Billie Eilish              | [ 73 ] [ 74 ]   |
| augusztus 28.  | Happier Than Ever           | Billie Eilish              | [ 75 ] [ 76 ]   |
| szeptember 4.  | Sour                        | Olivia Rodrigo             | [ 77 ] [ 78 ]   |
| szeptember 11. | Donda                       | Kanye West                 | [ 79 ] [ 80 ]   |
| szeptember 18. | Certified Lover Boy         | Drake                      | [ 81 ] [ 82 ]   |
| szeptember 25. | Certified Lover Boy         | Drake                      | [ 83 ] [ 84 ]   |
| október 2.     | Certified Lover Boy         | Drake                      | [ 85 ] [ 86 ]   |
| október 9.     | Sincerely, Kentrell         | YoungBoy Never Broke Again | [ 87 ] [ 88 ]   |
| október 16.    | Fearless (Taylor’s Version) | Taylor Swift               | [ 89 ] [ 90 ]   |
| október 23.    | Certified Lover Boy         | Drake                      | [ 91 ] [ 92 ]   |
| október 30.    | Punk                        | Young Thug                 | [ 93 ] [ 94 ]   |
| november 6.    | Certified Lover Boy         | Drake                      | [ 95 ] [ 96 ]   |
| november 13.   | =                           | Ed Sheeran                 | [ 97 ] [ 98 ]   |
| november 20.   | Still Over It               | Summer Walker              | [ 99 ] [ 100 ]  |
| november 27.   | Red (Taylor’s Version)      | Taylor Swift               | [ 101 ] [ 102 ] |
| december 4.    | 30                          | Adele                      | [ 103 ] [ 104 ] |
| december 11.   | 30                          | Adele                      | [ 105 ] [ 106 ] |
| december 18.   | 30                          | Adele                      | [ 107 ] [ 108 ] |
| december 25.   | 30                          | Adele                      | [ 109 ] [ 110 ] |